# تاربررت، آرگایل
تاربررت (به انگلیسی: Tarbet) یک روستا در بریتانیا است که در آرگایل و بوت واقع شده‌است.